# Eloria noyesi
|  | Dieser Artikel wurde aufgrund von formalen oder inhaltlichen Mängeln in der Qualitätssicherung Biologie im Abschnitt „Insekten“ zur Verbesserung eingetragen. Dies geschieht, um die Qualität der Biologie-Artikel auf ein akzeptables Niveau zu bringen. Bitte hilf mit, diesen Artikel zu verbessern! Artikel, die nicht signifikant verbessert werden, können gegebenenfalls gelöscht werden. Lies dazu auch die näheren Informationen in den Mindestanforderungen an Biologie-Artikel. Begründung: Kein ausreichender Artikel |

Eloria noyesi ist ein Schmetterling aus der Familie der Trägspinner (Lymantriinae).

## Merkmale
Die Flügel sind beige. Die Flügelspannweite beträgt 30 Millimeter.

## Lebensweise
Die Larven ernähren sich von Koka-Pflanzen, weshalb es Überlegungen gibt, sie zur Bekämpfung illegaler Drogenplantagen einzusetzen.

## Systematik
Eloria noyesi wird als eigenständige Art in der Gattung Eloria innerhalb der Trägspinner eingeordnet. Die wissenschaftliche Erstbeschreibung stammt von dem deutschen Entomologen William Schaus aus dem Jahr 1927.